# Кезо Квинкций Клавд
Вижте пояснителната страница за други личности с името Кезо Квинкций.
Кезо Квинкций Клавд (на латински: Kaeso Quinctius Claudus) e политик на Римската република от 3 век пр.н.е.. В някои източници се посочва като Гай Квинкций Клавд.
Той е син на Луций и внук на Гней и вероятно не е от фамилията Квинкции. През 271 пр.н.е. е консул с Луций Генуций Клепсина.